# 七子饼茶

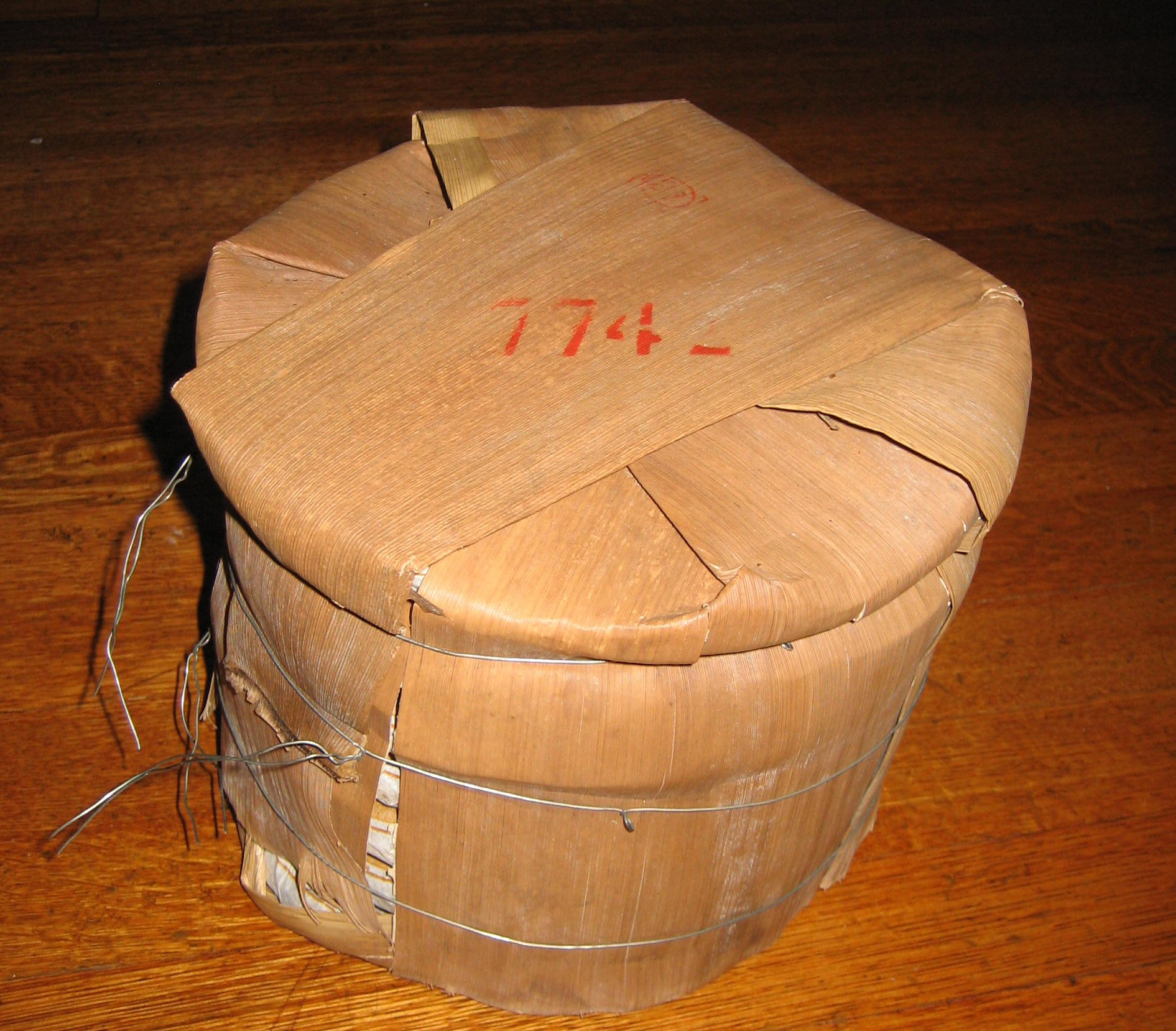
2006年勐海茶厂出品的唛号为7742（601批次）的大益七子饼茶，其仍然保持七圆一筒的包装标准

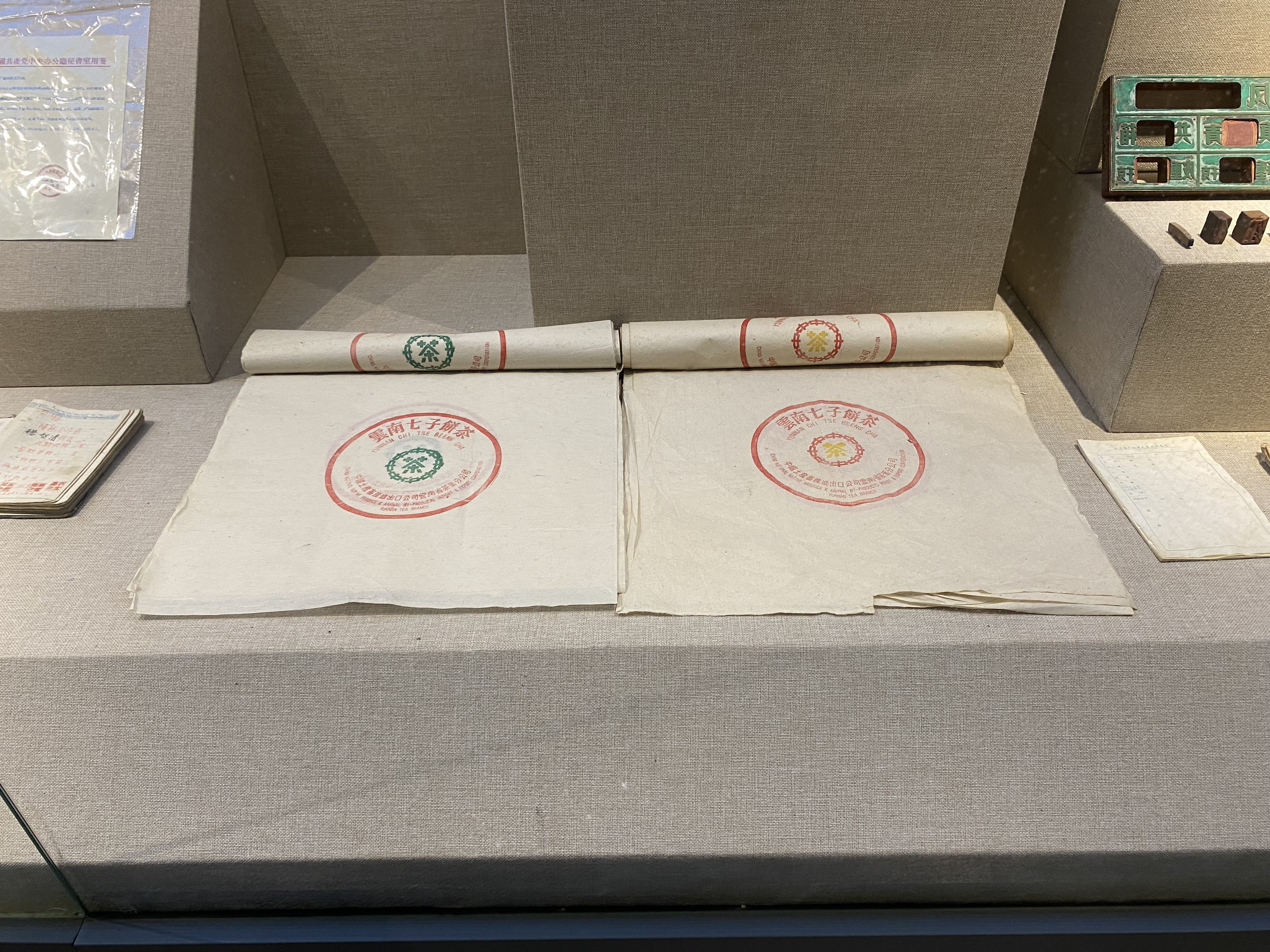
云南七子饼茶包装纸

七子饼茶，全称云南七子饼茶、又称七饼茶、七子茶，是指一类云南的普洱紧压茶，现时通常单个重量约为357克，七个加起来即2.5公斤。

## 沿革
七子饼茶最初是指普洱茶的计量方式。清朝雍正年间，云南茶商贩茶，每七圆为一筒，是清政府为规范普洱茶生产和运输所制订的一个标准。清朝末期，随着小五子圆茶等出现，茶叶形制多元化。民国初期，为解决茶饼重量等标准不一致问题，各地形成茶叶商会，试图统一规制。
中华人民共和国成立后，茶叶实施国营管理，云南茶叶公司所属各茶厂用中茶公司的商标生产“中茶牌”圆茶。1970年，云南茶叶进出口公司为宣传推广，将“圆”为“饼”，以“七”这一吉利数字作为礼物赠送象征，并注册“七子饼茶”以取代“中茶牌”普洱圆茶品牌。